# Liste der Stolpersteine in Wadersloh
Die Liste der Stolpersteine in Wadersloh enthält alle 20 Stolpersteine, die im Rahmen des gleichnamigen Kunstprojekts von Gunter Demnig in Wadersloh verlegt wurden. Mit ihnen soll Opfern des Nationalsozialismus gedacht werden, die in Wadersloh lebten und wirkten. 
Alle Steine wurden am 11. Dezember 2012 an fünf verschiedenen Standorten verlegt.
Die Liste ist vorsortiert nach Adresse und innerhalb eines Standorts nach Namen.
| Adresse              | Name                  | Inschrift | Bild |
| -------------------- | --------------------- | --- | --- |
| Freudenberg 26 ·     | Dina Löwenbach        | Hier wohnte Dina Löwenbach Jg. 1853 drangsaliert gedemütigt/entrechtet tot 17.3.1937                                                         | Bild gesucht Die Wikipedia wünscht sich an dieser Stelle ein Bild vom Ort mit diesen Koordinaten 51.738677 8.244798 . Motiv: Stolperstein Dina Löwenbach Falls du dabei helfen möchtest, erklärt die Anleitung , wie das geht. BW            |
| Mauritz 9 ·          | Friederike Silberberg | Hier wohnte Friederike Silberberg Jg. 1931 Kindertransport 1939 England überlebt                                                             | Bild gesucht Die Wikipedia wünscht sich an dieser Stelle ein Bild vom Ort mit diesen Koordinaten 51.734773 8.250431 . Motiv: Stolpersteine Familie Silberberg Falls du dabei helfen möchtest, erklärt die Anleitung , wie das geht. BW       |
| Mauritz 9 ·          | Julius Silberberg     | Hier wohnte Julius Silberberg Jg. 1928 deportiert 1941 ermordet in Riga                                                                      | Bild gesucht Die Wikipedia wünscht sich an dieser Stelle ein Bild vom Ort mit diesen Koordinaten 51.734773 8.250431 . Falls du dabei helfen möchtest, erklärt die Anleitung , wie das geht. BW                                               |
| Mauritz 9 ·          | Ludwig Silberberg     | Hier wohnte Ludwig Silberberg Jg. 1889 deportiert 1941 ermordet in Riga                                                                      | Bild gesucht Die Wikipedia wünscht sich an dieser Stelle ein Bild vom Ort mit diesen Koordinaten 51.734773 8.250431 . Falls du dabei helfen möchtest, erklärt die Anleitung , wie das geht. BW                                               |
| Mauritz 9 ·          | Martha Silberberg     | Hier wohnte Martha Silberberg geb. Bonwitt Jg. 1892 deportiert 1941 ermordet in Riga                                                         | Bild gesucht Die Wikipedia wünscht sich an dieser Stelle ein Bild vom Ort mit diesen Koordinaten 51.734773 8.250431 . Falls du dabei helfen möchtest, erklärt die Anleitung , wie das geht. BW                                               |
| Mauritz 9 ·          | Rosalia Silberberg    | Hier wohnte Rosalia Silberberg Jg. 1877 deportiert 1942 ermordet in Treblinka                                                                | Bild gesucht Die Wikipedia wünscht sich an dieser Stelle ein Bild vom Ort mit diesen Koordinaten 51.734773 8.250431 . Falls du dabei helfen möchtest, erklärt die Anleitung , wie das geht. BW                                               |
| Überwasserstraße 5 · | Emma Gutmann          | Hier wohnte Emma Gutmann geb. Moses Jg. 1883 Flucht 1941 USA überlebt                                                                        | Bild gesucht Die Wikipedia wünscht sich an dieser Stelle ein Bild vom Ort mit diesen Koordinaten 51.736723 8.247909 . Motiv: Stolpersteine Familie Gutmann Falls du dabei helfen möchtest, erklärt die Anleitung , wie das geht. BW          |
| Überwasserstraße 5 · | Fritz Gutmann         | Hier wohnte Fritz Gutmann Jg. 1910 Flucht 1938 USA überlebt                                                                                  | Bild gesucht Die Wikipedia wünscht sich an dieser Stelle ein Bild vom Ort mit diesen Koordinaten 51.736723 8.247909 . Falls du dabei helfen möchtest, erklärt die Anleitung , wie das geht. BW                                               |
| Überwasserstraße 5 · | Hans Gutmann          | Hier wohnte Hans Gutmann Jg. 1915 Flucht 1938 USA überlebt                                                                                   | Bild gesucht Die Wikipedia wünscht sich an dieser Stelle ein Bild vom Ort mit diesen Koordinaten 51.736723 8.247909 . Falls du dabei helfen möchtest, erklärt die Anleitung , wie das geht. BW                                               |
| Überwasserstraße 5 · | Lina Gutmann          | Hier wohnte Lina Gutmann Jg. 1911 Flucht 1939 England überlebt                                                                               | Bild gesucht Die Wikipedia wünscht sich an dieser Stelle ein Bild vom Ort mit diesen Koordinaten 51.736723 8.247909 . Falls du dabei helfen möchtest, erklärt die Anleitung , wie das geht. BW                                               |
| Überwasserstraße 5 · | Louis Gutmann         | Hier wohnte Louis Gutmann Jg. 1877 Flucht 1941 USA überlebt                                                                                  | Bild gesucht Die Wikipedia wünscht sich an dieser Stelle ein Bild vom Ort mit diesen Koordinaten 51.736723 8.247909 . Falls du dabei helfen möchtest, erklärt die Anleitung , wie das geht. BW                                               |
| Überwasserstraße 5 · | Max Gutmann           | Hier wohnte Max Gutmann Jg. 1908 deportiert 1941 ermordet in Minsk                                                                           | Bild gesucht Die Wikipedia wünscht sich an dieser Stelle ein Bild vom Ort mit diesen Koordinaten 51.736723 8.247909 . Falls du dabei helfen möchtest, erklärt die Anleitung , wie das geht. BW                                               |
| Überwasserstraße 5 · | Theresia Gutmann      | Hier wohnte Theresia Gutmann Jg. 1913 Flucht 1937 USA überlebt                                                                               | Bild gesucht Die Wikipedia wünscht sich an dieser Stelle ein Bild vom Ort mit diesen Koordinaten 51.736723 8.247909 . Falls du dabei helfen möchtest, erklärt die Anleitung , wie das geht. BW                                               |
| Wenkerstraße 7 ·     | Alfred Lebach         | Hier wohnte Alfred Lebach Jg. 1891 Opfer des Pogroms unfreiwillig verzogen 1939 Bielefeld deportiert 1943 ermordet in Auschwitz              | Bild gesucht Die Wikipedia wünscht sich an dieser Stelle ein Bild vom Ort mit diesen Koordinaten 51.736339 8.244972 . Motiv: Stolpersteine Familien Lebach und Moos Falls du dabei helfen möchtest, erklärt die Anleitung , wie das geht. BW |
| Wenkerstraße 7 ·     | Hildegard Lebach      | Hier wohnte Hildegard Lebach geb. Moos Jg. 1903 Opfer des Pogroms unfreiwillig verzogen 1939 Bielefeld deportiert 1943 ermordet in Auschwitz | Bild gesucht Die Wikipedia wünscht sich an dieser Stelle ein Bild vom Ort mit diesen Koordinaten 51.736339 8.244972 . Falls du dabei helfen möchtest, erklärt die Anleitung , wie das geht. BW                                               |
| Wenkerstraße 7 ·     | Albert Moos           | Hier wohnte Albert Moos Jg. 1873 Opfer des Pogroms unfreiwillig verzogen 1939 Bielefeld deportiert 1942 Theresienstadt ermordet 6.9.1942     | Bild gesucht Die Wikipedia wünscht sich an dieser Stelle ein Bild vom Ort mit diesen Koordinaten 51.736339 8.244972 . Falls du dabei helfen möchtest, erklärt die Anleitung , wie das geht. BW                                               |
| Wenkerstraße 7 ·     | Alfred Moos           | Hier wohnte Alfred Moos Jg. 1905 Flucht 1935 USA überlebt                                                                                    | Bild gesucht Die Wikipedia wünscht sich an dieser Stelle ein Bild vom Ort mit diesen Koordinaten 51.736339 8.244972 . Falls du dabei helfen möchtest, erklärt die Anleitung , wie das geht. BW                                               |
| Wenkerstraße 7 ·     | Mathilde Moos         | Hier wohnte Mathilde Moos geb. Löwenstein Jg. 1873 Opfer des Pogroms unfreiwillig verzogen 1939 Bielefeld tot 8.3.1941                       | Bild gesucht Die Wikipedia wünscht sich an dieser Stelle ein Bild vom Ort mit diesen Koordinaten 51.736339 8.244972 . Falls du dabei helfen möchtest, erklärt die Anleitung , wie das geht. BW                                               |
| Wilhelmstraße 10 ·   | Ella Loe              | Hier wohnte Ella Loe geb. Edler Jg. 1881 deportiert 1941 ermordet in Riga                                                                    | Bild gesucht Die Wikipedia wünscht sich an dieser Stelle ein Bild vom Ort mit diesen Koordinaten 51.735991 8.2476 . Motiv: Stolperstein Familie Loe Falls du dabei helfen möchtest, erklärt die Anleitung , wie das geht. BW                 |
| Wilhelmstraße 10 ·   | Lilli Loe             | Hier wohnte Lilli Loe Jg. 1908 deportiert 1941 ermordet in Riga                                                                              | Bild gesucht Die Wikipedia wünscht sich an dieser Stelle ein Bild vom Ort mit diesen Koordinaten 51.735991 8.2476 . Falls du dabei helfen möchtest, erklärt die Anleitung , wie das geht. BW                                                 |